# Polisorbat 80
Polisorbatul 80 (denumit și Tween 80) este un surfactant neionic și un agent emulgator, fiind utilizat frecvent în industria alimentară, cosmetică și farmaceutică. Este un compus vâscos, hidrosolubil și lichid de culoare gălbuie. Este derivat de la sorbitanul polietoxilat și de la acid oleic.